# Дом купцов Ванюшиных
Дом купцов Ванюшиных — историческое здание в Уральске (Казахстан), построенное на рубеже 1870—1880-х годов на средства купеческой семьи Ванюшиных. Памятник архитектуры и истории. Изначально в доме размещался Коммерческий клуб, с 1917 года поочерёдно — Продовольственный комитет, Губернское правление, тыловые службы казачьей Уральской армии, Коммунистический клуб. C 1930-х годов здание занял уральский сельхозтехникум, в годы Великой Отечественной войны — эвакуированное в Уральск Одесское пехотное военное училище. В 1980-е годы, после капитального ремонта, в Дом Ванюшиных переехал Дом пионеров, в годы независимости Казахстана в здании разместилась средняя школа.